# Skaldjursplatå
Skaldjursplatå är en maträtt med olika sorters råa och tillagade skaldjur, vilken vanligen serveras på serveringsfat i flera våningar på en bädd av is. 
De vanligaste skaldjuren som kan ingå är hummer, krabba, havskräfta räkor, ostron, musslor och till det serveras ofta olika såser.
Ordleden platå härrör från franskans plateau, vilket betyder upphöjning, och plateau cuisine som är köksbricka. I Sverige betecknade en platå tidigare en slags bricka med ben som användes för maträtter och bordsdekorationer.